# Балтийская медаль
Балтийская медаль (англ. Baltic Medal) — британская медаль за участие в боевых действиях (англ. Campaign medal). Медаль была учреждена в 1856 году для награждения военнослужащих Королевских ВМФ и Морской пехоты за участие в боевых действиях против России на Балтике во время Восточной войны. Также, этой медалью были награждены около 100 военнослужащих из числа Королевских сапёров и минёров за успешно проведённые операции по уничтожению российских укреплений Бомарсунда и Свеаборга.

## Описание
|  | Лицевая сторона медали, бюст королевы Виктории |  | Оборотная сторона медали, сидящая Британия с пушкой у её ног, между двумя крепостями |

## Внешние ссылки
- The Fitzwilliam Museum  (англ.)